# 吉川圭三
吉川 圭三（よしかわ けいぞう、1957年8月5日 - ）は、現在は株式会社マウナ・ケア代表取締役。日本のテレビプロデューサー、映画プロデューサー、テレビディレクター。日本テレビチーフプロデューサー。KADOKAWA・コンテンツプロデューサー、dwango・営業本部エグゼクティブプロデューサー。
日本テレビにてチーフプロデューサー、編成戦略センター長、エグゼクティブプロデューサーを歴任し、同局では『世界まる見え!テレビ特捜部』『恋のから騒ぎ』『1億人の大質問!?笑ってコラえて!』『踊る!さんま御殿!!』『特命リサーチ200X』を手掛けた。
早稲田大学早稲田大学表現工学科非常勤講師として、映画監督の是枝祐和氏と後身の指導に当たる。

## 来歴
- 1957年、東京都生まれ。血液型、0型。
- 1972年、東京都立小石川高等学校入学
- 1975年、早稲田大学理工学部入学。
- 1982年、日本テレビ入社。公開・演芸班に配属。
- 2008年7月1日、編成局コンテンツプロモーションセンター長・宣伝部長・企画センター長。
2007年7月から2009年6月末までは管理職業務に専念していたが、2008年11月28日から30日の3夜連続で放送された日本テレビ開局55周年記念番組に企画・監修として番組制作に携わった。
- 2008年12月31日、編成局総務・編成戦略センター長・番組企画部長。
- 2009年7月1日、バラエティー局エグゼクティブプロデューサー企画担当・編成局。
- 2012年6月1日、制作局長代理・制作局エグゼクティブプロデューサー。
- 2013年6月1日、日本テレビからドワンゴへ出向。ドワンゴ会長室エグゼクティブプロデューサー[2][3]。
- 2016年、スタジオジブリの鈴木敏夫プロデューサーよりアニメ映画「思い出のマーニー」の第一稿脚本を依頼され執筆するが、第二稿・第三稿は丹羽圭子らが仕上げた。だが、同映画が米アカデミー賞の長編アニメ映画賞にノミネートされた事で、スタジオジブリの好意により授賞式に出席した。
- 2017年8月、出向先で定年を迎え日本テレビを退職。
- 2017年9月、KADOKAWA・映像企画制作部プロデューサー。
- 2023年公開予定、北野武監督の大型時代劇「首」(KADOKAWA製作)をプロデュース。

## 人物
- 小学校の頃からミステリー小説・SF小説・ハリウッド映画に深く耽溺する。
- 大学時代、8ミリ映画を多数製作するが芸術性はなく、娯楽性に偏向していたこともあり受賞経験はなし。映画会社就職を志すが、父親がとあるパーティで映画監督の大島渚に就職の件を相談したところ、逆にテレビ会社への就職を強く勧められ、日本テレビに入社した。
- ドラマ部門に配属される事を強く切望していたが、初めて配属されたのは公開・演芸班の『日本民謡大賞』だった。以降バラエティ番組・音楽番組・クイズ番組・ドキュメンタリー番組など様々なレギュラー・スペシャル番組を担当。
- 入社以来しばらくヒット番組にも恵まれず、配属されるとどんな好調な番組でも次々に終わってしまうことから「番組つぶし」の異名をとったこともある。その後しばらく時を経て、自ら企画した『世界まる見え!テレビ特捜部』で初のヒットとなる。その後も『特命リサーチ200X』、『1億人の大質問!?笑ってコラえて』、『恋のから騒ぎ』などでディレクター・プロデューサー・チーフプロデューサーとして、現場で様々な指揮を取り、日本テレビ黄金時代の一翼を担うことになった。
- ビートたけし、明石家さんまや所ジョージなどからの信頼が厚い。
- スタジオジブリの鈴木敏夫とは『紅の豚』の公開時から親交があり、『思い出のマーニー』の脚本第一稿を執筆。この件について「金曜ロードショーとジブリ展」の展示にコメントがある。
- 理系出身らしく最新科学や超常現象に関するレギュラー・特番を手がけた事もある。
- 尊敬する人物はアメリカ人作家のマイケル・クライトン。趣味は神保町の本屋巡り。映画についての著書もある。
- 24時間テレビに対する批判についてfacebookで「番組は毎年大赤字だった」等と反論している。
- 2019年に発覚した闇営業問題で、芸能活動を謹慎している宮迫博之を励ます会を、さんまが主催で極秘に開催しようと計画をして、自身の個人事務所から パーティーの案内状を関係者に配布したが、案内状が届いたことで興奮した吉川が 案内状を撮影して、facebookに投稿してしまい、翌日には 全国に広まってしまった。そのため、パーティーは宮迫が登場する前に 吉川の謝罪から始まった。

## 手がけた番組

### プロデューサー・演出
- 世界まる見え!テレビ特捜部（総合演出→チーフプロデューサー→企画監修）
- 恋のから騒ぎ（→チーフプロデューサー→企画監修）
- 1億人の大質問!?笑ってコラえて!（→チーフプロデューサー→企画監修→一時離脱→スーパーバイザー）
- 特命リサーチ200X
- さんま・所の乱れ咲き!!花の芸能界 オシャベリの殿堂
- さんま&SMAP!美女と野獣のクリスマススペシャル(2006年まで)
  - 上記の6番組は後にチーフプロデューサーを担当
- お笑いスター誕生!!（AD）
- タモリ&さんまの爆笑タッグマッチ（ディレクター）
- さんま・一機のイッチョカミでやんす（ディレクター）
- クイズ!!体にいいTV（演出）
- どちら様も!!笑ってヨロシク（演出→プロデューサー）
- たけし・さんまの世界超偉人伝説（総合演出）
- スーパークイズスペシャル（総合演出、担当期間は1991年秋-1997年春）
  - オールスター☆夢祭り

### 企画・演出
- 制作費100億使い切り特番! 世界最高 超豪華ゲーム!100万$の選択! THE BET（1995・96年新春、95年は企画・プロデューサー）

### スーパーバイザー・監修
- 踊る!さんま御殿!!
- ワールド☆レコーズ
- なんでもワールドランキング　ネプ&イモトの世界番付
- 不可思議探偵団
- ザ・追跡スクープ劇場
- ビートたけし特別主催 おバカンヌNo.1映像祭（企画・監修）

以下の3番組は日本テレビ開局55周年記念番組
- 明石家さんまに聞きたかったのはそういうコトだったのねスペシャル
- タモリ教授のハテナの殿堂?
- ビートたけしの今まで見たことないテレビ

### チーフプロデューサー
- ザ!鉄腕!DASH!!
- 知ってるつもり?!
- ウッチャンナンチャンのウリナリ!!（3代目）
- 明石家さんまのザ!ミラクルマスター
- FUN
- それ行けKinKi大放送
- ブラウンさん
- ピカイチ
- 地球は女で回ってる?
- 進ぬ!電波少年
- 雷波少年
- @サプリッ!
- さとこいめぐさん
- ジュブナイル（2003年2月3-6日）
- カミングダウト
- 遊ワク☆遊ビバ!
- プリティガレッジ
- ガガガガガレッジセール
- (秘)ひらめ筋
- ひらめ筋GOLD
- 鶴の間
- ジェネジャン
- 香取慎吾の特上!天声慎吾
- 世界一受けたい授業
- YOUたち!
- シャル・ウィ・ダンス?
- オジサンズ11（2007年3月3日サタデーバリューフィーバー枠での放送時に担当）
- 森公美子のゴージャスガールズ 女の胃袋満タンツアー福岡佐賀編
- 世界あっぱれ最強祭!!
- 有名人が通うマチャミ食堂
- 未知の世界を撮りたい 驚き(秘)映像ハンター!ドリームビジョン
- 卍くりぃむVS芸能人卍卍爆笑どっきり作戦卍
- SPORTS★LEGEND
- 世界の決定的瞬間（→企画監修）
- さんま&所の大河バラエティ!超近現代史!人間は相変わらずアホか!?（→エグゼクティブプロデューサー→監修）
- 全国高等学校クイズ選手権(2003年)
- 24時間テレビ 「愛は地球を救う」(1998年総合演出、2003年、2005年、2006年)

### エグゼクティブプロデューサー
- 金曜スーパープライム「ネオジャーナリスティックバラエティ さんま&所の世の中を動かしているのは誰だ会議」（2010年10月29日）
- 雲の上の虚構船（2011年1月1日）
- さんま&岡村のプレミアムトークショー 笑う!大宇宙スペシャル!!（2011年9月20日）
- さんま岡村の日本人なら選びたくなる二択ベスト50!SP!（2012年5月29日）

## 執筆

### 書籍
- ヒット番組に必要なことはすべて映画に学んだ（2014年6月10日、文藝春秋刊）[4][5]
- たけし、さんま、所の「すごい」仕事現場（2017年4月4日、小学館新書）[6][7][8]
- 泥の中を泳げ。テレビマン佐藤玄一郎（2019年5月17日、駒草出版）[9]
- 全力でアナウンサーしています（2022年5月24日、文藝春秋）

### WEB
- BLOGOS（ブロゴス）（2014年9月～現在）　※レギュラー
[10][11][12][13][14][15][16][17][18][19][20][21][22][23][24][25][26][27][28][29][30][31][32][33][34][35][36][37][38][39]
[40][41][42][43][44][45][46][47][48][49][50][51][52][53][54][55][56][57][58][59][60][61][62][63][64][65][66][67][68][69]
[70][71][72][73][74][75][76][77]